# Route nationale 9 (Grèce)
Pour les articles homonymes, voir Route nationale 9.
La route nationale 9 (en grec moderne : Εθνική Οδός 9, en abrégé EO9) est une route nationale traversant les régions de la Grèce occidentale et du Péloponnèse.

## Situation
La route nationale EO9 longe la côte ouest de la péninsule du Péloponnèse, de Patras à Methóni en passant par Pýrgos.
L'EO9 fait partie de la route européenne 55 depuis Mindilógli, où se termine actuellement l'autoroute A5, jusqu'à Kaló Neró,.
La route EO9 dessert l’aéroport d'Áraxos.

## Galerie

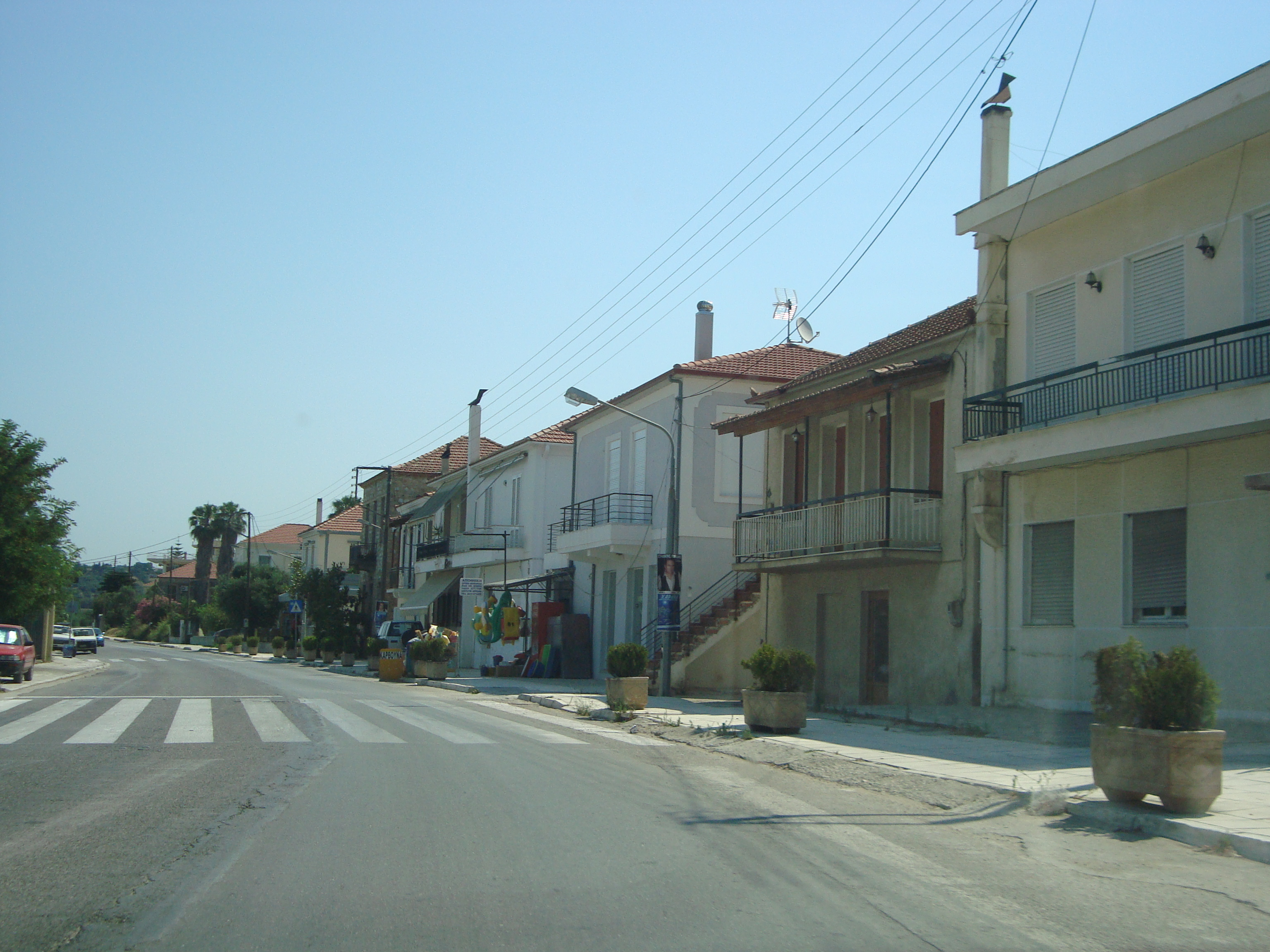
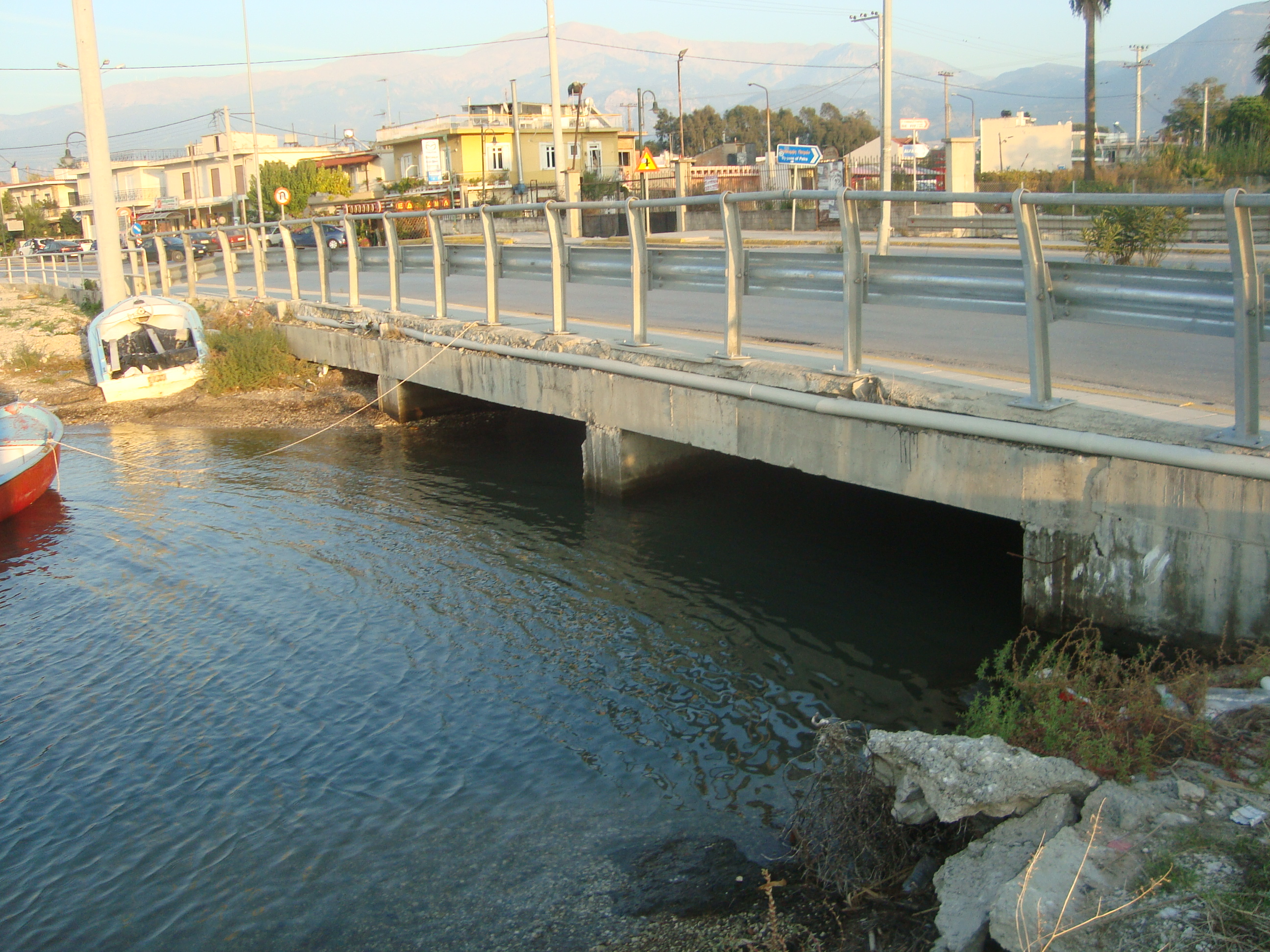
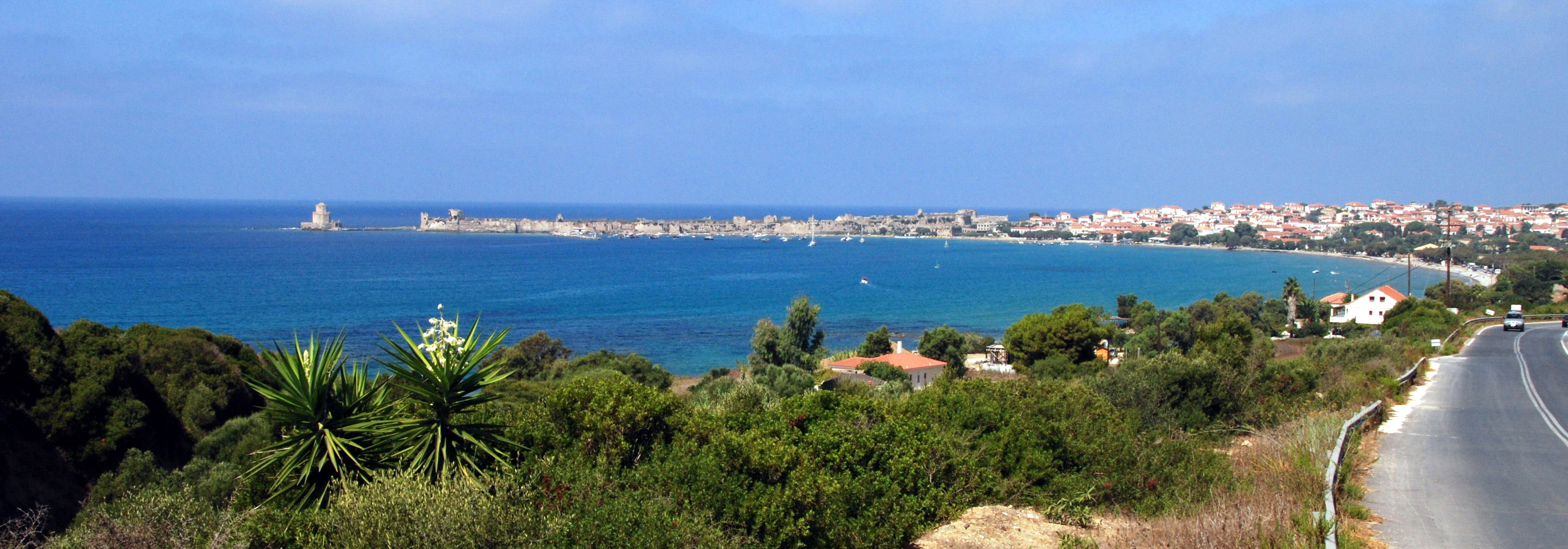

## Tracé
| Km     | Agglomérations lieux | Carte interactive |
| ------ | -------------------- | ----------------- |
| 0 km   | Patras               |                   |
| 9 km   | Mindilógli           |                   |
| 26 km  | Káto Achaḯa          |                   |
| 98 km  | Pýrgos               |                   |
| 152 km | Kaló Neró            |                   |
| 160 km | Kyparissía           |                   |
| 211 km | Pýlos                |                   |
| 220 km | Methóni              |                   |